# Steve Nicol
Pour les articles homonymes, voir Nicol.
Steve Nicol, né le 11 décembre 1961 à Irvine (Écosse), est un footballeur écossais, qui évoluait au poste de défenseur au Liverpool FC et en équipe d'Écosse. 
Nicol n'a marqué aucun but lors de ses vingt-sept sélections avec l'équipe d'Écosse entre 1984 et 1992.

## Palmarès

### En club
Avec Liverpool FC
- Vainqueur de la Ligue des champions de l'UEFA en 1984
- Vainqueur du Championnat d'Angleterre de football en 1984, 1986, 1988 et 1990
- Vainqueur de la Coupe d'Angleterre de football en 1986, 1989 et 1992
- Vainqueur du Community Shield en 1986, 1989
- Vainqueur de la Screen Sport Super Cup en 1986

### Individuel
- Trophée de l'entraîneur de l'année en MLS en 2002